# Élisabeth Carter
Pour les articles homonymes, voir Carter.
Élisabeth Carter, née le 16 décembre 1717 et morte le 19 février 1806, est une poétesse britannique classique, écrivaine et traductrice, membre du Blue Stockings Society.

## Biographie
Élisabeth Carter est née à Deal dans le Kent. Elle est la fille du pasteur de la ville. Encouragé par son père dans les études, elle maîtrise plusieurs langues anciennes et modernes (dont le latin, le grec, l'hébreu et l'arabe) et s'initie aux disciplines scientifiques. Elle traduit en anglais Examen de l'Essai de M. Pope sur l'homme de Jean-Pierre de Crousaz, ainsi que Newtonianism for ladies de Francesco Algarotti. Elle écrit un petit volume de poèmes. Sa réputation dans le panthéon des femmes écrivaines du XVIIIe siècle est due avant tout par sa traduction en 1758 de toutes les œuvres d'Épictète, première traduction anglaise des œuvres du philosophe stoïcien grec qui fait sa fortune grâce à une souscription de 1000 £.
Elle était très liée à Samuel Johnson, participant à plusieurs éditions de sa revue The Rambler et fréquentait les autres membres du Blue Stockings Society : Elizabeth Montagu, Hannah More, Hester Chapone, ainsi que Anne Hunter et Mary Delany.
Élisabeth a gardé un grand intérêt pour les questions religieuses. Elle fut influencée par l'écrivaine Hester Chapone, rédigeant des traités apologétiques sur la foi chrétienne qui affirment l'autorité de la Bible sur les questions existentielles. Une de ses œuvres les plus connues est Objections against the New Testament with Mrs. Carter's Answers to them. Ses poèmes In Diem Natalem et Thoughts at Midnight (aussi connue comme A Night Piece) reflètent également sa croyance profonde en Dieu.
Elizabeth Gaskell, romancière du XIXe siècle, la considère comme un modèle épistolaire, la présentant dans Cranford avec son amie Hester Chapone comme des autodidactes Bluestocking.

## Source
- (en) Cet article est partiellement ou en totalité issu de l’article de Wikipédia en anglais intitulé « Elizabeth Carter » (voir la liste des auteurs).